# 椎名町站
椎名町站（日语：／ Shiinamachi eki */?）是位於日本東京都豐島區長崎，屬於西武鐵道池袋線的鐵路車站。車站編號是SI02。本站是池袋線所有車站中海拔最低的車站。而本站也可乘坐於練馬站分岐的豐島線列車。

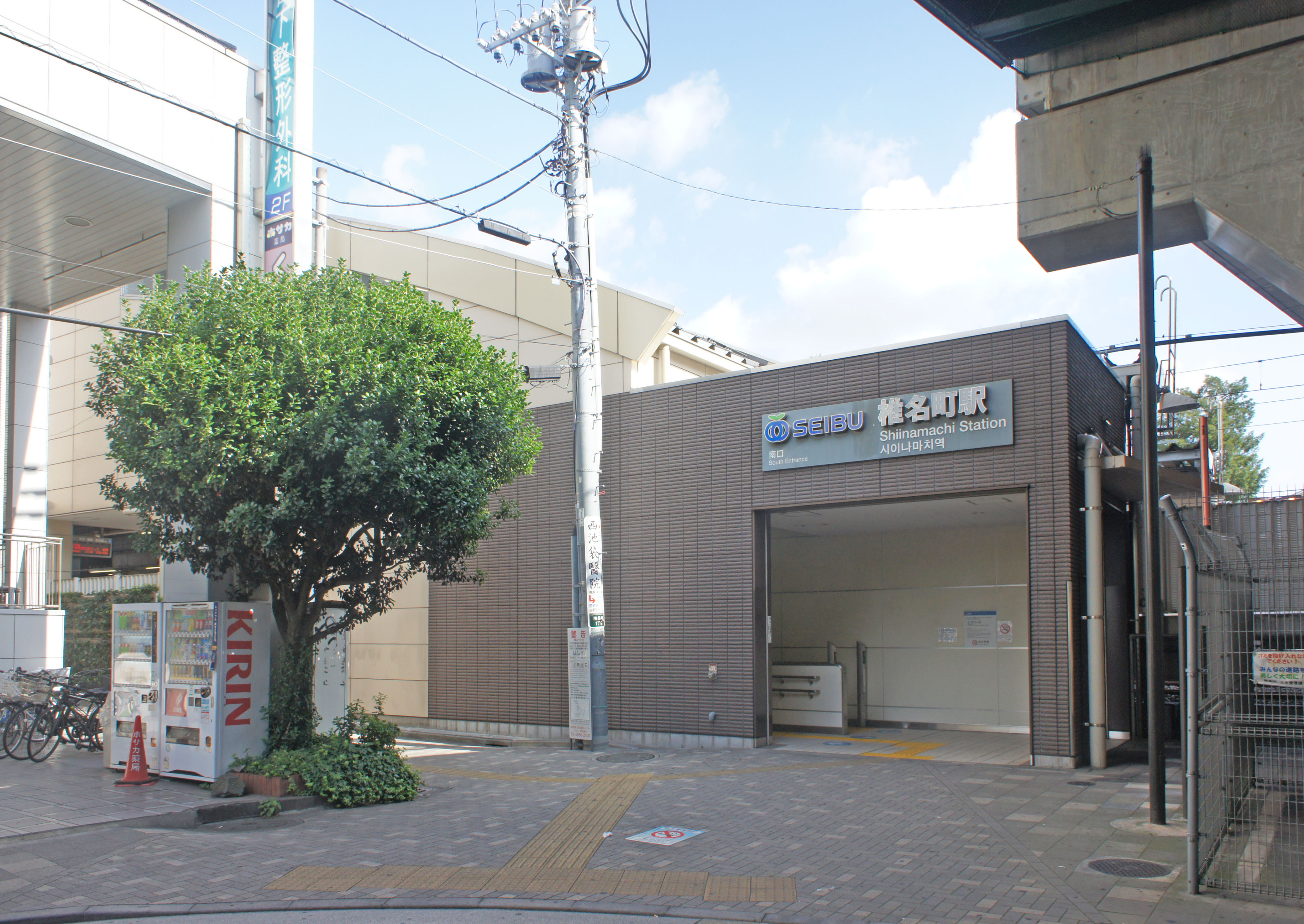
南口（2022年7月）

## 年表
- 1924年（大正13年）6月11日 - 開業。
- 1986年（昭和61年）5月1日 - 開始使用新站舍[1]。
- 2011年（平成23年）10月1日 - 北口站舍與南口站舍開始統一使用跨站式站房。同時開通南北自由通道，開始使用各無障礙設備。
- 2013年（平成25年）3月16日 - 開始使用作為發車音樂。

## 車站結構

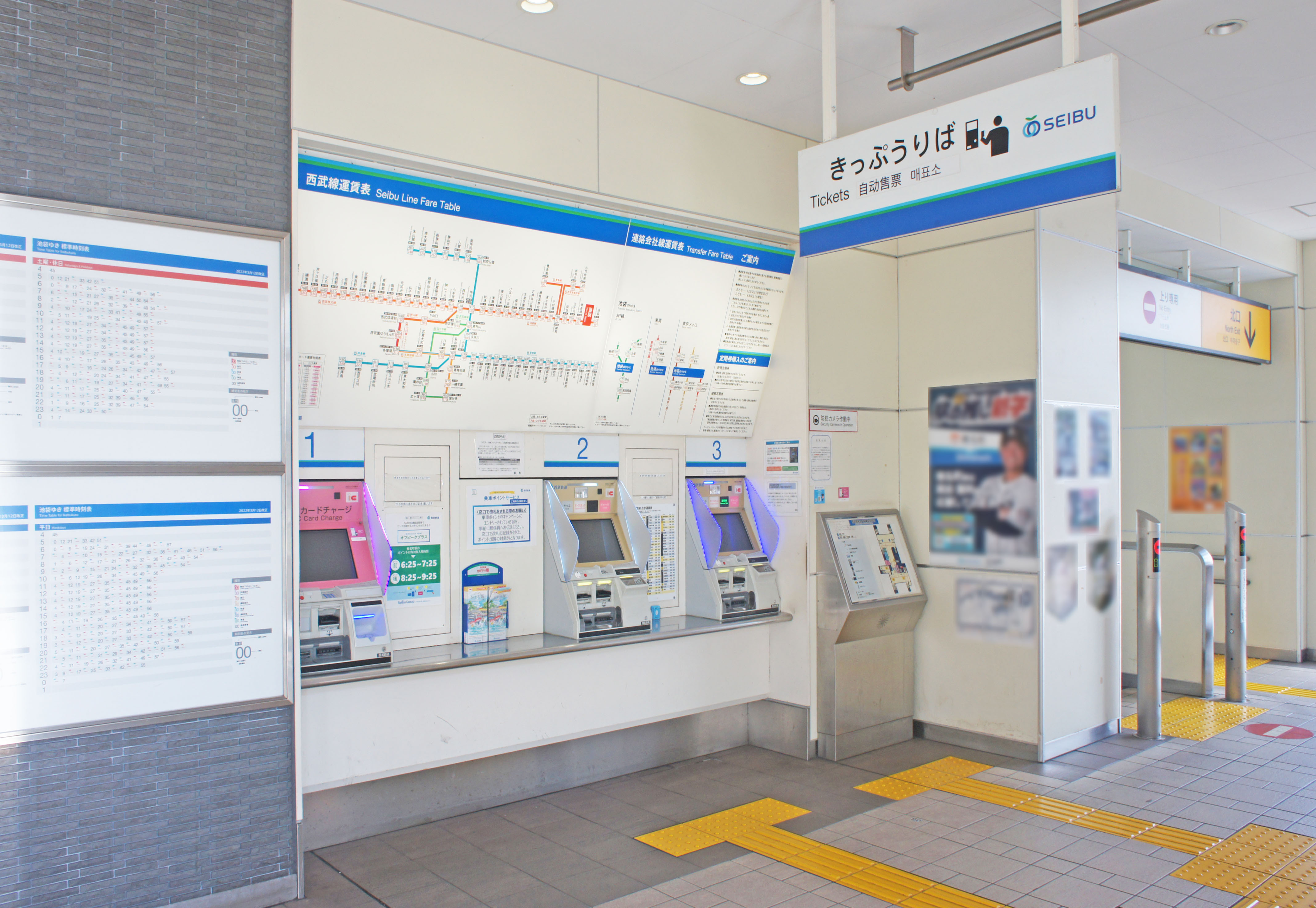
自動售票機（2022年7月）
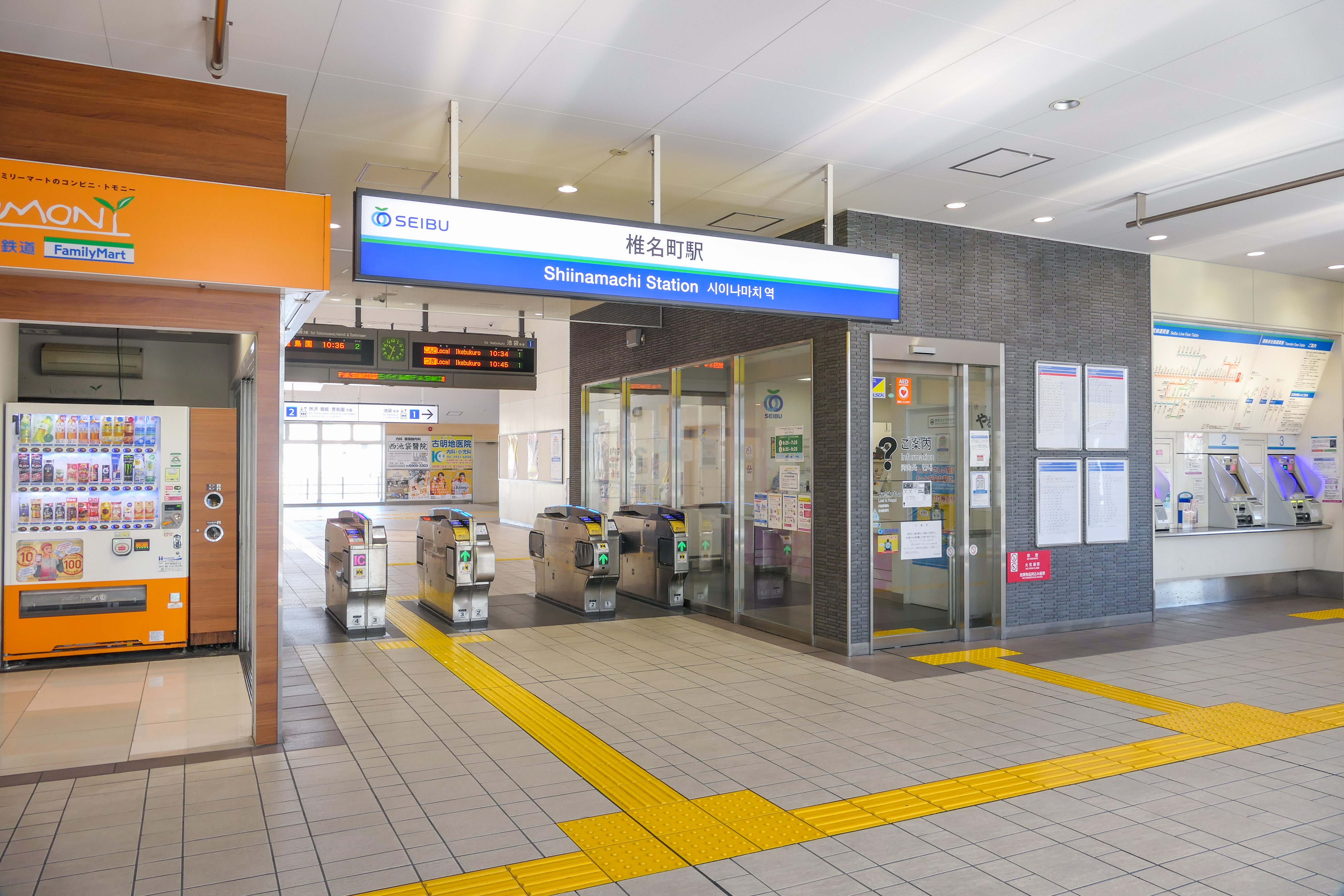
驗票閘口（2024年7月）
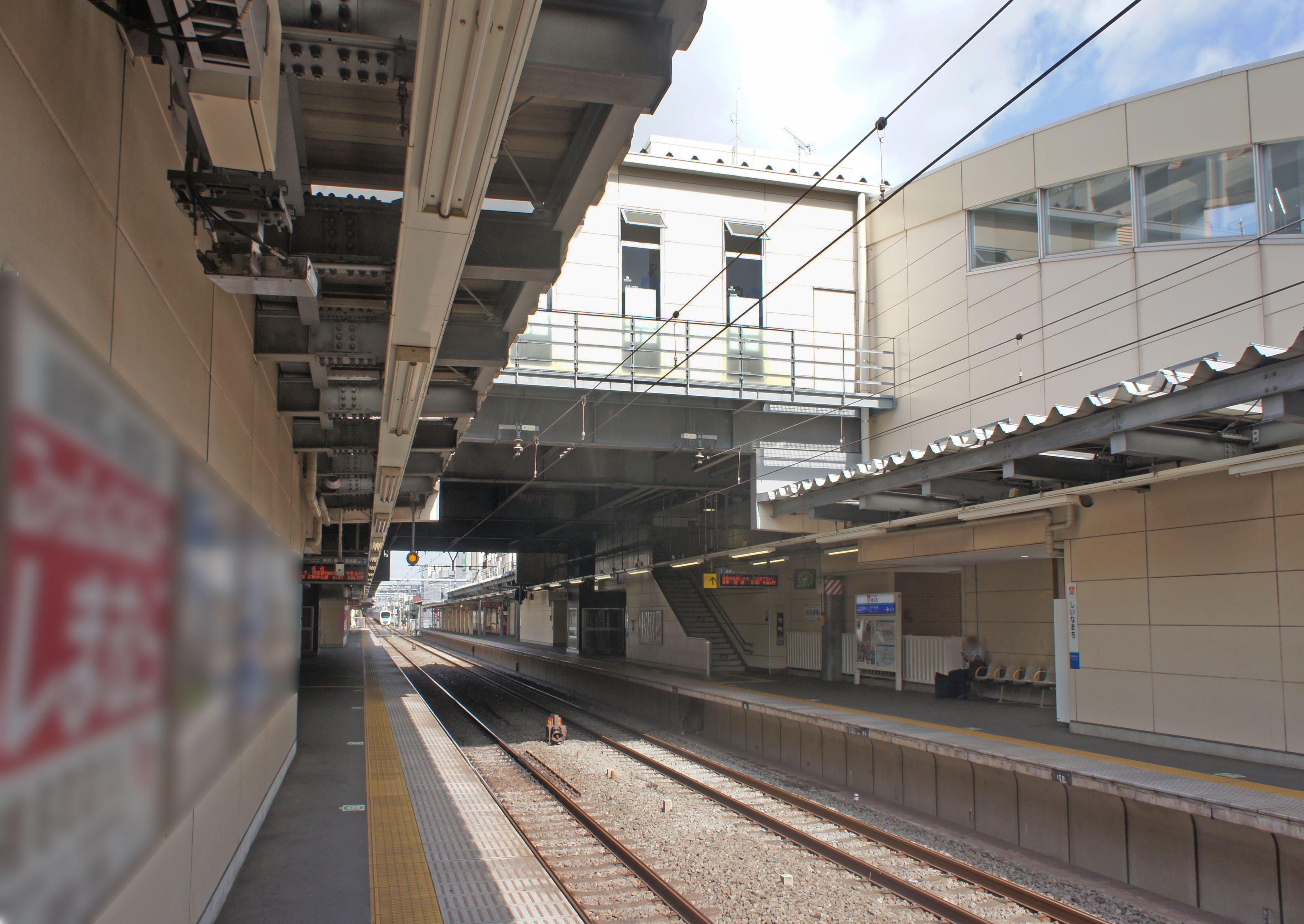
月台（2022年7月）

本站為對向式月台2面2線的地面車站，過去的月台配置爲島式月台1面2線，但伴隨列車長編組化而在昭和30年代改為現在的構造。本站於2011年10月1日開始使用跨站式站房，月台有效長度則是10節編組。

### 月台配置
| 月台 | 路線   | 方向 | 目的地           |
| ---- | ------ | ---- | ---------------- |
| 1    | 池袋線 | 上行 | 往池袋           |
| 2    | 池袋線 | 下行 | 所澤、飯能方向   |
| 2    | 豐島線 | -    | 練馬、豐島園方向 |

（來源：西武鐵道:車站構內圖）

## 使用情況
2016年度1日平均上下車人次為19,573人，在西武鐵道全部92個車站中排行第54位。
近年1日平均上下、上車人次推移如下表。
| 年度               | 1日平均 上下車人次 | 1日平均 上車人次 | 來源     |
| ------------------ | ------------------ | ---------------- | -------- |
| 1990年（平成02年） |                    | 13,537           | [ * 1 ]  |
| 1991年（平成03年） |                    | 13,590           | [ * 2 ]  |
| 1992年（平成04年） |                    | 13,216           | [ * 3 ]  |
| 1993年（平成05年） |                    | 12,860           | [ * 4 ]  |
| 1994年（平成06年） |                    | 12,216           | [ * 5 ]  |
| 1995年（平成07年） |                    | 11,678           | [ * 6 ]  |
| 1996年（平成08年） | 23,930             | 11,077           | [ * 7 ]  |
| 1997年（平成09年） | 22,983             | 10,644           | [ * 8 ]  |
| 1998年（平成10年） | 22,176             | 10,299           | [ * 9 ]  |
| 1999年（平成11年） | 21,707             | 10,025           | [ * 10 ] |
| 2000年（平成12年） | 21,476             | 10,047           | [ * 11 ] |
| 2001年（平成13年） | 20,207             | 9,970            | [ * 12 ] |
| 2002年（平成14年） | 19,792             | 9,921            | [ * 13 ] |
| 2003年（平成15年） | 19,394             | 9,740            | [ * 14 ] |
| 2004年（平成16年） | 19,172             | 9,647            | [ * 15 ] |
| 2005年（平成17年） | 19,117             | 9,616            | [ * 16 ] |
| 2006年（平成18年） | 18,912             | 9,499            | [ * 17 ] |
| 2007年（平成19年） | 19,062             | 9,560            | [ * 18 ] |
| 2008年（平成20年） | 18,862             | 9,466            | [ * 19 ] |
| 2009年（平成21年） | 18,633             | 9,356            | [ * 20 ] |
| 2010年（平成22年） | 17,937             | 9,055            | [ * 21 ] |
| 2011年（平成23年） | 17,638             | 8,803            | [ * 22 ] |
| 2012年（平成24年） | 18,027             | 9,038            | [ * 23 ] |
| 2013年（平成25年） | 18,664             | 9,403            | [ * 24 ] |
| 2014年（平成26年） | 18,714             | 9,419            | [ * 25 ] |
| 2015年（平成27年） | 19,372             | 9,757            | [ * 26 ] |
| 2016年（平成28年） | 19,573             |                  |          |

## 圖片

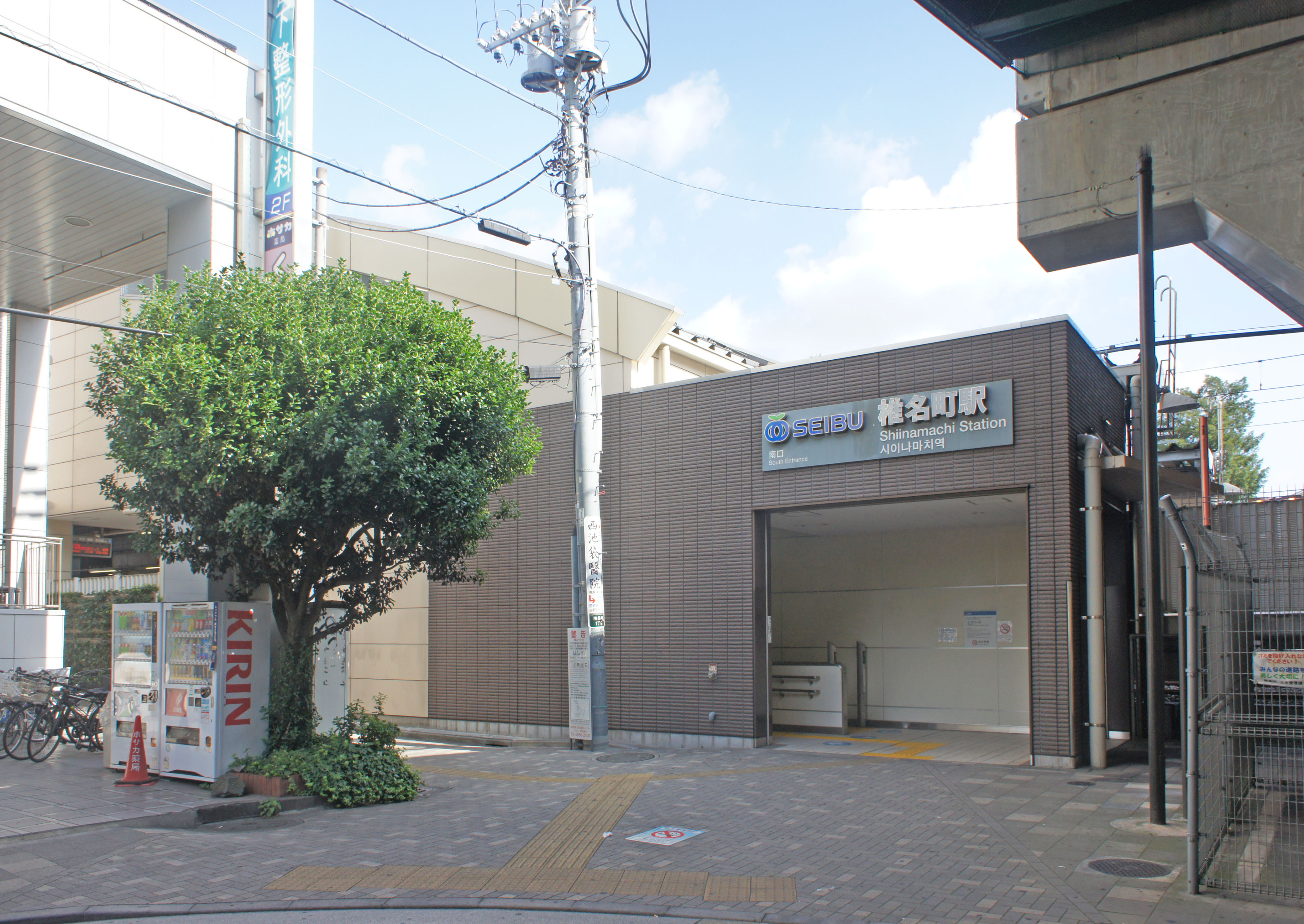
南口（2022年7月30日）
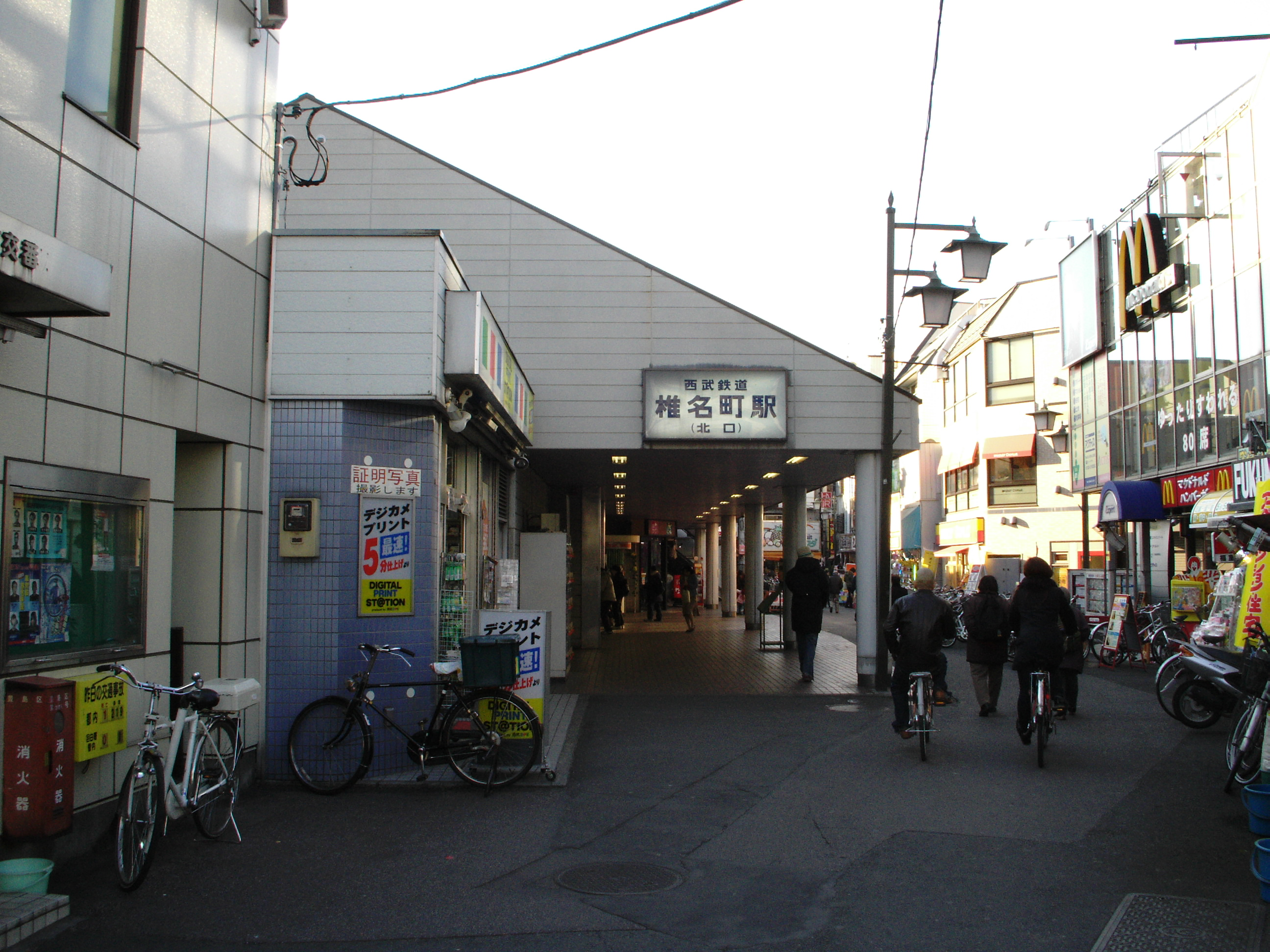
北口舊站舍（2007年2月3日）
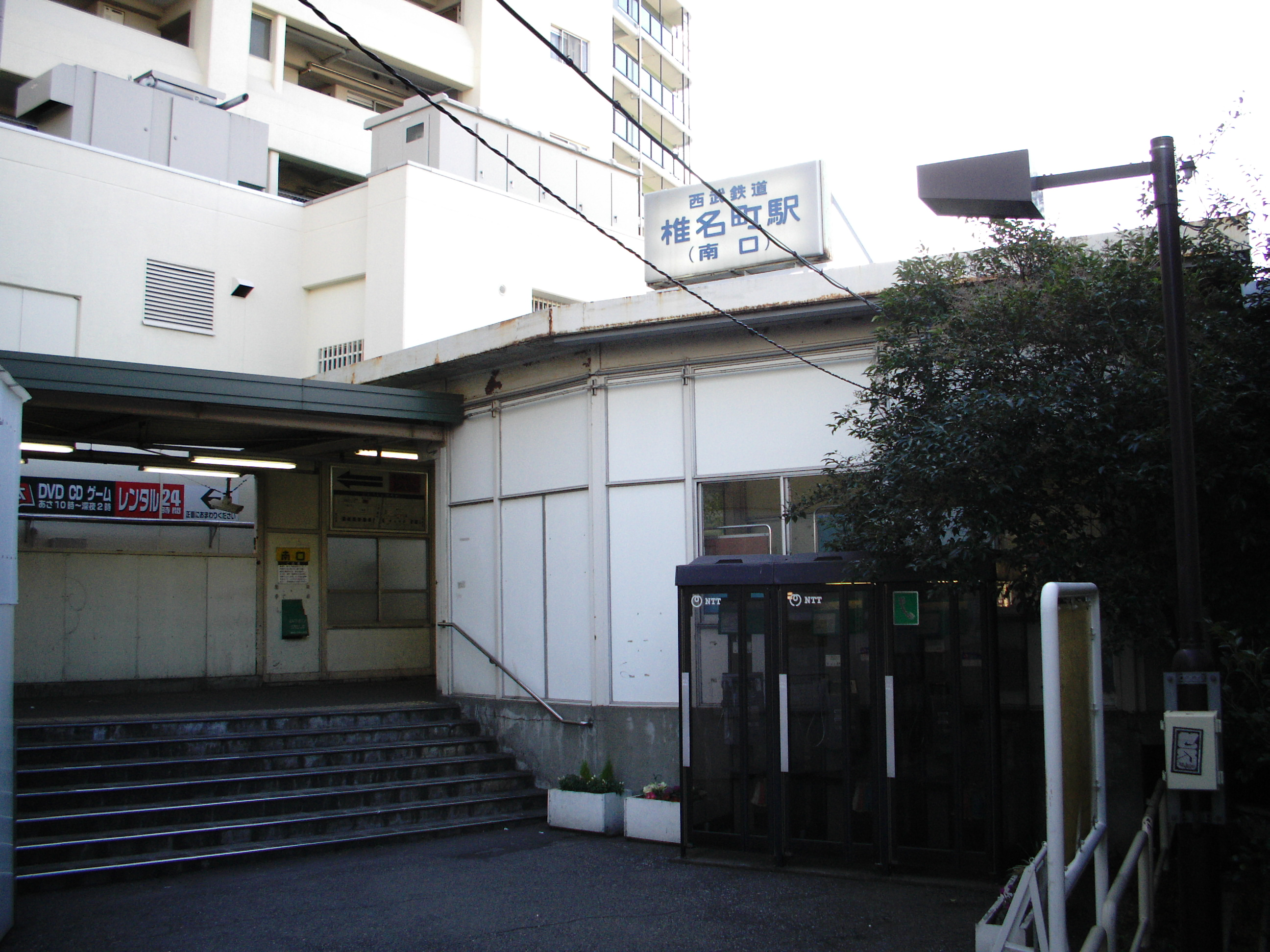
南口舊站舍（2007年2月3日）

## 相鄰車站
西武鐵道
 池袋線（包括直通豐島線）
■快速急行、■急行、■通勤急行、■快速、■通勤準急、■準急
通過
■各站停車
池袋（SI01）－椎名町（SI02）－東長崎（SI03）
此站與池袋站之間曾經存在上行屋敷站。在與山手線的交差前方，廢站後仍可確認月台的踪跡。

## 外部連結
- 椎名町 - 西武鐵道